# 秀安僖王夫人
秀安僖王夫人张氏（？—1167年），中国宋朝时期皇族女性，为宋太祖后裔、宗室赵子偁夫人，宋孝宗赵昚的生母。
张夫人生长子赵伯圭。其后据说张夫人梦见有人拥着一只羊给他：“以此为识。”之後就有了身孕，建炎元年（1127年）十月戊寅日在秀州青杉闸的官舍生下次子，红光满室，如日正中。稍大了些，命名赵伯琮。后来赵伯琮过继给宋高宗，改名赵昚，即位后，追封父亲为秀王，谥号安僖。母亲为秀安僖王夫人。
乾道三年（1167年）不迟于三月，秀安僖王夫人去世。